# Else Sohn-Rethel

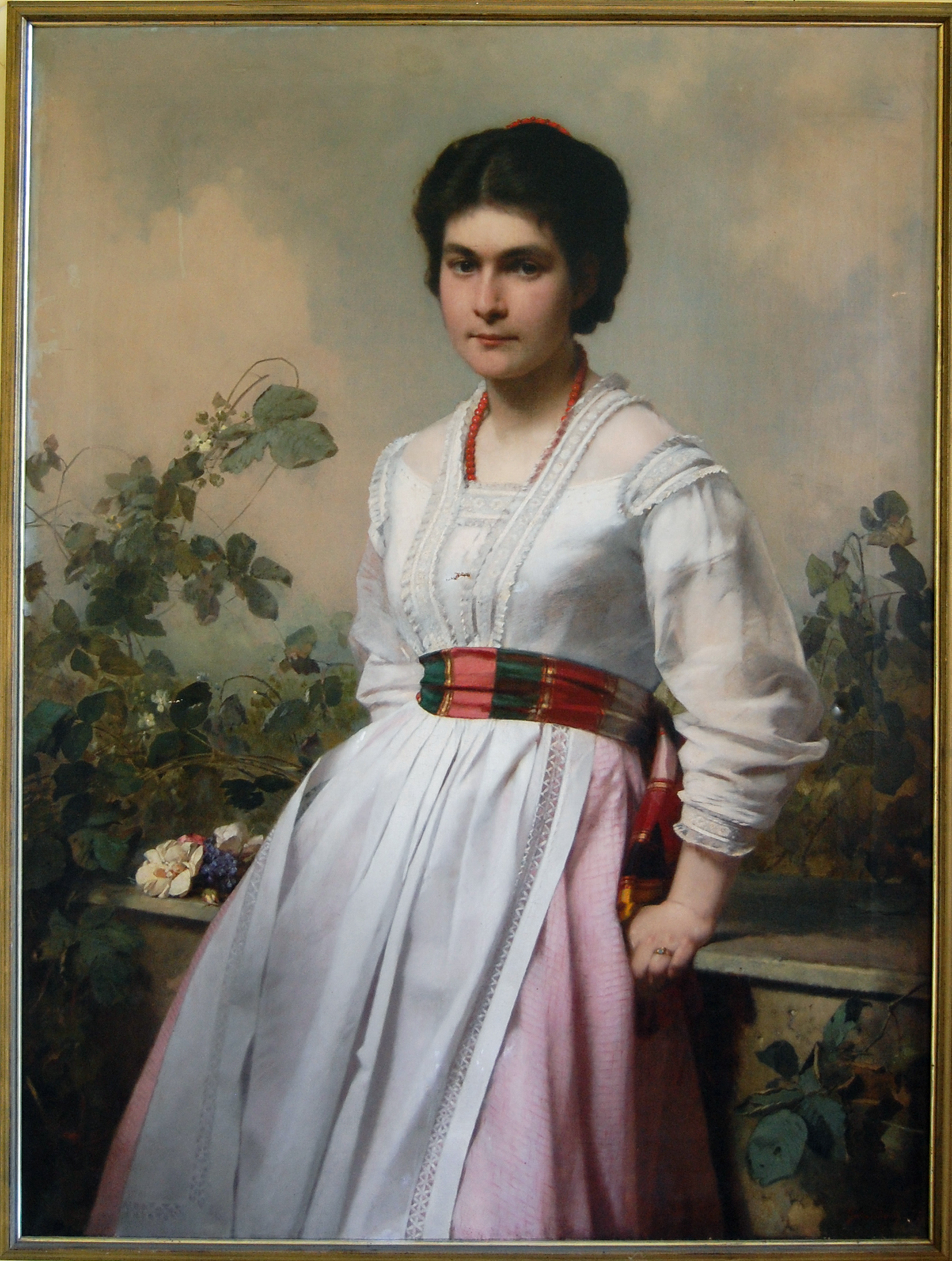
Else Rethel, 1872 gemalt von Gottfried Julius Scholtz

Elisabeth Johanna Martha Maria Sohn-Rethel (* 14. März 1853 in Rom; † 22. Januar 1933 in Düsseldorf), genannt Else, war eine deutsche Malerin und Sängerin.
Sie war die einzige Tochter des Malers Alfred Rethel und Ehefrau des Düsseldorfer Porträtmalers Karl Rudolf Sohn sowie die Mutter mehrerer Düsseldorfer Maler der späten Düsseldorfer Malerschule, welche an der Königlich-Preußischen Kunstakademie ausgebildet wurden.

## Vorfahren
Else Rethels Urgroßvater Martin Wilhelm Oppenheim (* 1781 in Königsberg; † 10. Oktober 1863 in Dresden) war ein deutscher Bankier aus Königsberg. Mit seiner Frau Rosa, geb. Alexander (* 1. April 1792; † 4. Januar 1849 in Dresden) hatte er u. a. die Tochter Elisabeth Julie Oppenheim (* 12. April 1813 in Königsberg; † 4. Januar 1905 in Dresden), die 1832 den Miniaturmaler August Grahl (* 26. Mai 1791 in Poppentin, Mecklenburg; † 13. Juni 1868 in Dresden) heiratete, einen Sohn des Berliner Hofjuweliers Johann Christian Gottlieb Grahl. Deren älteste Tochter Maria Elisabeth Henrietta Philippina Grahl (1832–1895) heiratete 1851 den Historienmaler Alfred Rethel (* 15. Mai 1816 bei Aachen; † 1. Dezember 1859 in Düsseldorf). Dieser war das vierte von fünf Kindern des in Straßburg gebürtigen Johann (Jean) Rethel (1769–1839) und seiner Frau Johanna Schneider (1782–1857), Tochter eines Aachener Fabrikanten.

## Leben
Else Sohn-Rethel wurde als erstes Enkelkind von Elisabeth (1813–1905) und August Grahl und als Tochter von Marie (1832–1895) und Alfred Rethel in Rom geboren.

### Kindheit und Jugend in Dresden

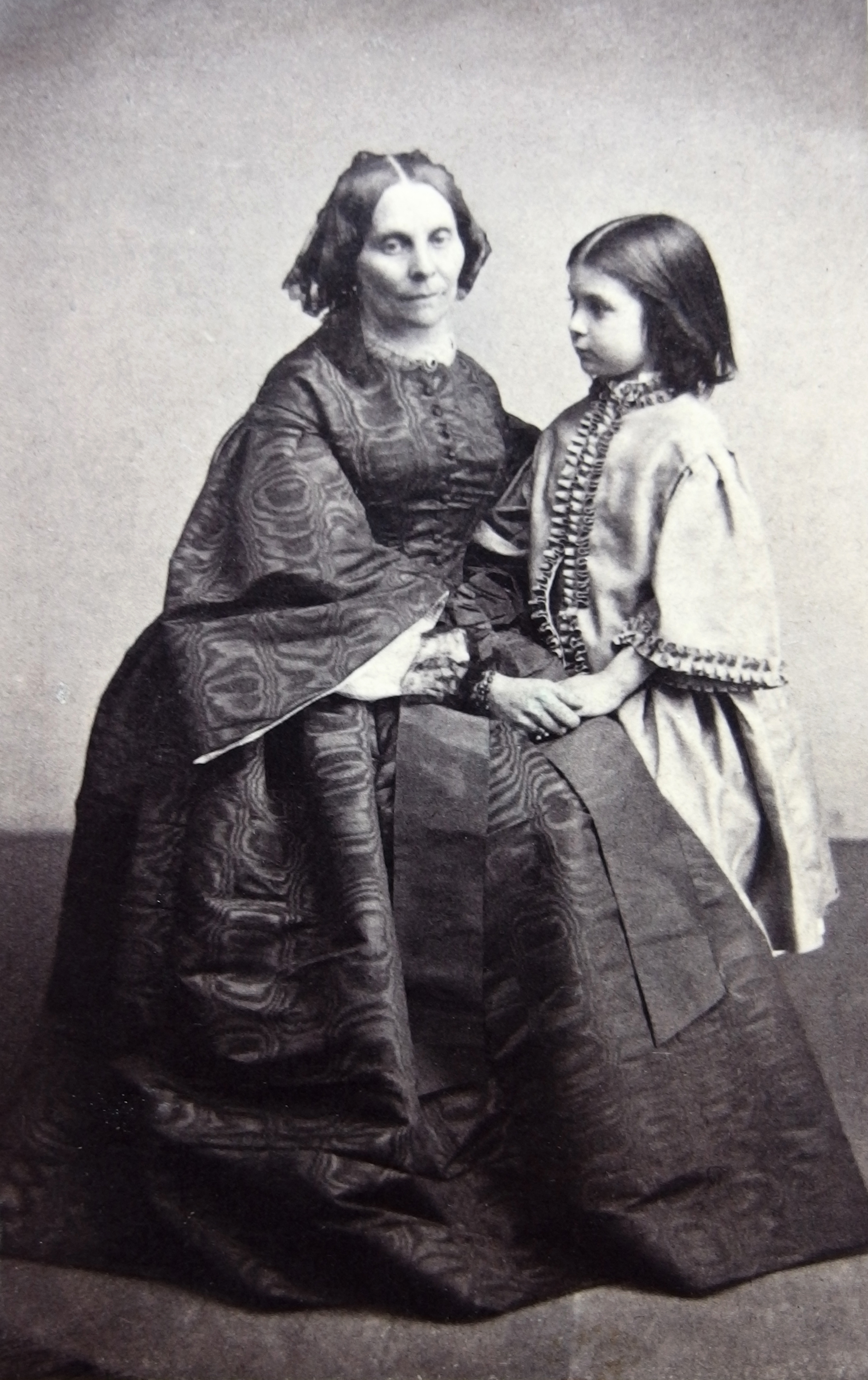
Else Sohn-Rethel mit ihrer Großmutter Elisabeth Grahl, geb. Oppenheim (1858)

Zur Zeit ihrer Geburt war ihr Vater Alfred Rethel bereits unübersehbar geisteskrank – er wurde handgreiflich – und in Düsseldorf von seiner Mutter, Schwester und Bruder Otto Rethel gepflegt, während Else Rethel und ihre Mutter Marie in Dresden von der Familie Grahl aufgenommen wurden. Else verbrachte ihre Kindheit und Jugend in den Villen ihres Urgroßvaters Martin Wilhelm Oppenheim und ihres Großvaters August Grahl, unter anderem in der Villa Rosa und dem Palais Oppenheim.
Zusammen mit ihren Tanten Alexe (1844–1903) und Käthe Grahl (1847–1933) wurde Else von der Hauslehrerin Emmy Roquette im Lesen und Schreiben unterrichtet. Mit sechs Jahren erhielt sie Musikunterricht bei dem deutschen Komponisten und Kreuzorganisten Christian Robert Pfretzschner (1821–1885). Umgeben von Sammlungen und den künstlerischen Arbeiten ihres Großvaters August Grahl wurde Else im Zeichnen angeleitet. Da sie eine schöne Stimme hatte, erhielt Else ab 1864 privaten Gesangsunterricht bei Gustav Scharfe (1835–1892), welcher als Bariton an der Dresdner Oper und Professor für Gesang am Konservatorium für Musik war.
1863 starb der Urgroßvater Martin Wilhelm Oppenheim und 1868 der Großvater August Grahl in Dresden. Die Ahnherrin Elisabeth Grahl (1813–1905) hielt die Familie in Dresden zusammen. Nach einer rückgängig gemachten Verlobung ihrer Tante Käthe mit dem Maler Karl Rettich Ende 1870, beschloss Elses Großmutter, mit der Familie den Winter in Berlin zu verbringen und mietete eine Etage Charlotten-/Ecke Behrensstraße. Dort nahm Else zusammen mit ihrer Cousine Marie Warschauer (1855–1906), jüngster Tochter des deutschen Bankiers Robert Warschauer senior (1816–1884), am Malunterricht bei einem Fräulein Lobedan (vermutlich Clara Lobedan) teil. Ludwig Johann Passini, welcher die älteste Tochter von Robert Warschauer, Anna (1841–1866), geheiratet hatte, kam von Zeit zu Zeit von seinem Atelier herunter und korrigierte ihre Arbeiten. Außerdem erhielt Else in Berlin Klavierstunden bei der Pianistin Julie von Asten, die selbst intim im Hause Joseph Joachim verkehrte. Zurück in Dresden wurde der Zeichenunterricht bei Karl Wilhelm Schurig fortgesetzt. Hier musste Else Gipsabgüsse abzeichnen und zu weiteren Übungen wurden ihr Originalzeichnungen von Peter von Cornelius, welche sich in den hinterlassenen Sammlungen ihres Großvaters August Grahl befanden, vorgelegt.
Bei einem Besuch der Familie ihres verstorbenen Vaters Alfred Rethel, die ein Haus an der Rosenstraße 38 in Düsseldorf gekauft hatte, traf Else Rethel bei einem Abendspaziergang im Jacobi’schen Garten des Malkasten zum ersten Mal ihren späteren Ehemann Karl Rudolf Sohn, den jüngsten Sohn des Malers Karl Ferdinand Sohn und seiner Frau Emilie Auguste, eine geborene von Mülmann (1805–1884). Seine Geschwister waren der Porträt- und Genremaler Paul Eduard Richard Sohn (1834–1912), Clara, die mit dem Musikdirektor und Komponisten Albert Dietrich verheiratet war, Emilie, die ihren Cousin, den Maler Wilhelm Sohn heiratete, und Marie, die Frau des Malers Karl Hoff. Ferner war eine Tante mütterlicherseits, Sophie Pauline (1811–1863), verheiratet mit dem Maler Rudolf Jordan. Es war Eduard Gebhardt, der Karl Sohn in das Haus Rethel brachte, und nach Einwilligung der Ältesten der Familie, der Großmutter Elisabeth Grahl aus Dresden, wurde seine Verlobung mit Else Rethel im Sommer 1872 in Düsseldorf gefeiert.

### Düsseldorf

#### Heirat und Umzug nach Düsseldorf

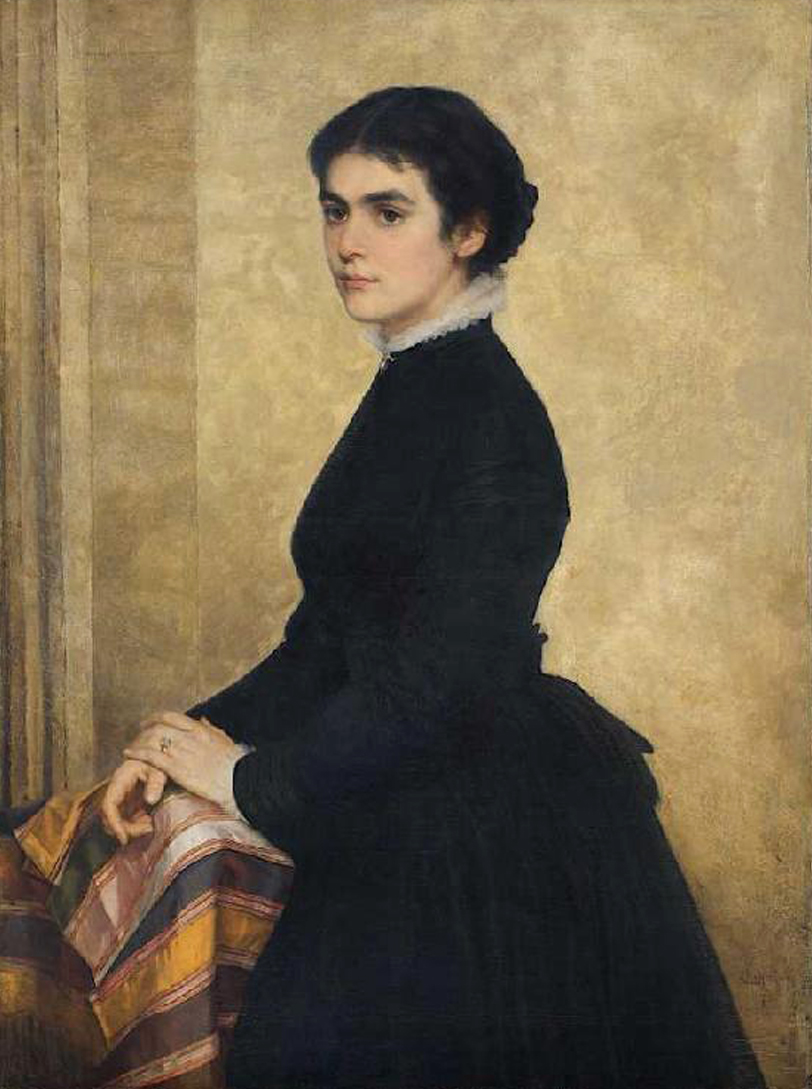
Else Rethel im Jahr 1873 gemalt von ihrem Verlobten Karl Rudolf Sohn

Aufgrund eines zweimonatigen Militärdienstes von Karl Rudolf Sohn und verschiedener eiliger Porträtaufträge wurde die Hochzeit von Herbst 1872 auf das folgende Jahr verschoben. In dieser Zeit fertigte er das Porträt von Else in schwarzem Kleid, welches zu Folgeaufträgen durch die Familie Wesendonck führte, deren Honorar die Hochzeit ermöglichte. Am 23. August 1873 fand diese in der barocken Loschwitzer Kirche statt. Nach einer ausgedehnten Hochzeitsreise in und durch die Schweiz zogen Else und Karl Sohn nach Düsseldorf auf die 1. Etage des Eckhauses Immermannstraße/Charlottenstraße.
„[…], Carl Sohn aber bricht ohne Zweifel die Palme mit seinem Portrait einer jungen, lieblichen Frau, welches zu den besten gehört, die in unserer Kunststadt geschaffen worden sind. Hier ist es wieder einmal recht anschaulich bewiesen, daß man einfach sein kann, ohne nüchtern zu werden, schmucklos ohne ärmlich, edel ohne starr zu werden, daß man fein ausführen kann, ohne in ängstliche Tüftelei zu verfallen. Besonders erfreulich ist die gute Durchführung bei den Haaren, die jetzt im Allgemeinen mit einigen breiten Pinselstrichen und großen Glanzlichtern abgethan werden. Gestalt, Kopf und Hände stehen in schönster Harmonie; nur will uns die erhöhte Lage der Hände zu wenig motivirt erscheinen, da die feste Unterstützung fehlt. Was die malerische Wirkung im Ganzen betrifft, so setzt sich die Gestalt zu sehr als Silhouette ab, und würden einige Lichter auf dem tief schwarzen Kleide ihr mehr Rundung verleihen. Ein großes Wagnis ist es, den Kopf mit dem zart gelblichen Kolorit auf einem ganz ähnlich gefärbten Hintergrund abzuheben, ein Wagniß, welches, so glücklich gelöst, von der besonderen malerischen Begabung des Künstlers Zeugniß ablegt.“ (Kunstsalon Schulte, 24. November 1873)
Else Sohn-Rethel meldete sich als Mitglied beim Städtischen Musikverein zu Düsseldorf an und Julius Tausch ließ sie von da ab häufig in den Soli der Oratorien von Haydn, Mozart, Mendelssohn etc. singen. Auch sang sie gerne auf Gesellschaften in den so genannten Salons und wirkte an den Niederrheinischen Musikfesten mit, die abwechselnd in Köln, Aachen und Düsseldorf stattfanden.
Am 8. Februar 1875 gebar Else ihren ersten Sohn Alfred und zog in ein größeres Haus an der Duisburger Straße Nr. 134, in welchem ihr Ehemann in der 2. Etage sein Atelier hatte. Die Familie des Malers und Bildhauers Conrad Kiesel bewohnte das Parterre. Nicht weit entfernt wohnte auf der Rosenstraße Nr. 37 Ernest Preyer mit Familie, mit welchem sie oft musizierte.
Else Sohn-Rethel trat in den Bachverein Düsseldorf unter Leitung des Musikdirektors Wilhelm Schauseil, Vater der Sängerin Wally Schauseil ein. Dieser unternahm bald darauf eine Aufführung der Oper Jean de Paris von Boieldieu im Malkasten mit Else Sohn-Rethel als Sopran in der Rolle der Prinzessin von Navarra. Der mit ihr befreundete Karl Hoff entwarf das Kostüm aus gelbem Brokat mit etwas Schwarz. Dem Pianisten Edmund Theodor Ratzenberger war es zu verdanken, dass dessen Lehrer Franz Liszt sich bereit erklärte, für ein zweitägiges Liszt-Fest persönlich nach Düsseldorf zu kommen. Am ersten Tag wurde ein Oratorium von ihm aufgeführt, in welchem Else Sohn-Rethel als erster Sopran mitsang.
Am 18. Januar 1877 wurde am Mittag der zweite Sohn Otto geboren, „fünf Pfund schwer, klein, rundlich und besonders niedlich“. In der Taufe erhielt der Junge die Namen Otto Wilhelm, nach Otto Rethel und Wilhelm Sohn. Anfang April 1877 reiste Else mit ihrem Gatten nach Italien. Die Route ging über München, Innsbruck, Verona bis nach Venedig, wo sie bei Ludwig Passini wohnten, der nach dem Tod seiner Frau Anna dorthin übergesiedelt war. Else hatte ihre zwei Söhne in Obhut bei ihrer Mutter Marie in Düsseldorf gelassen.

#### Goltsteinstraße

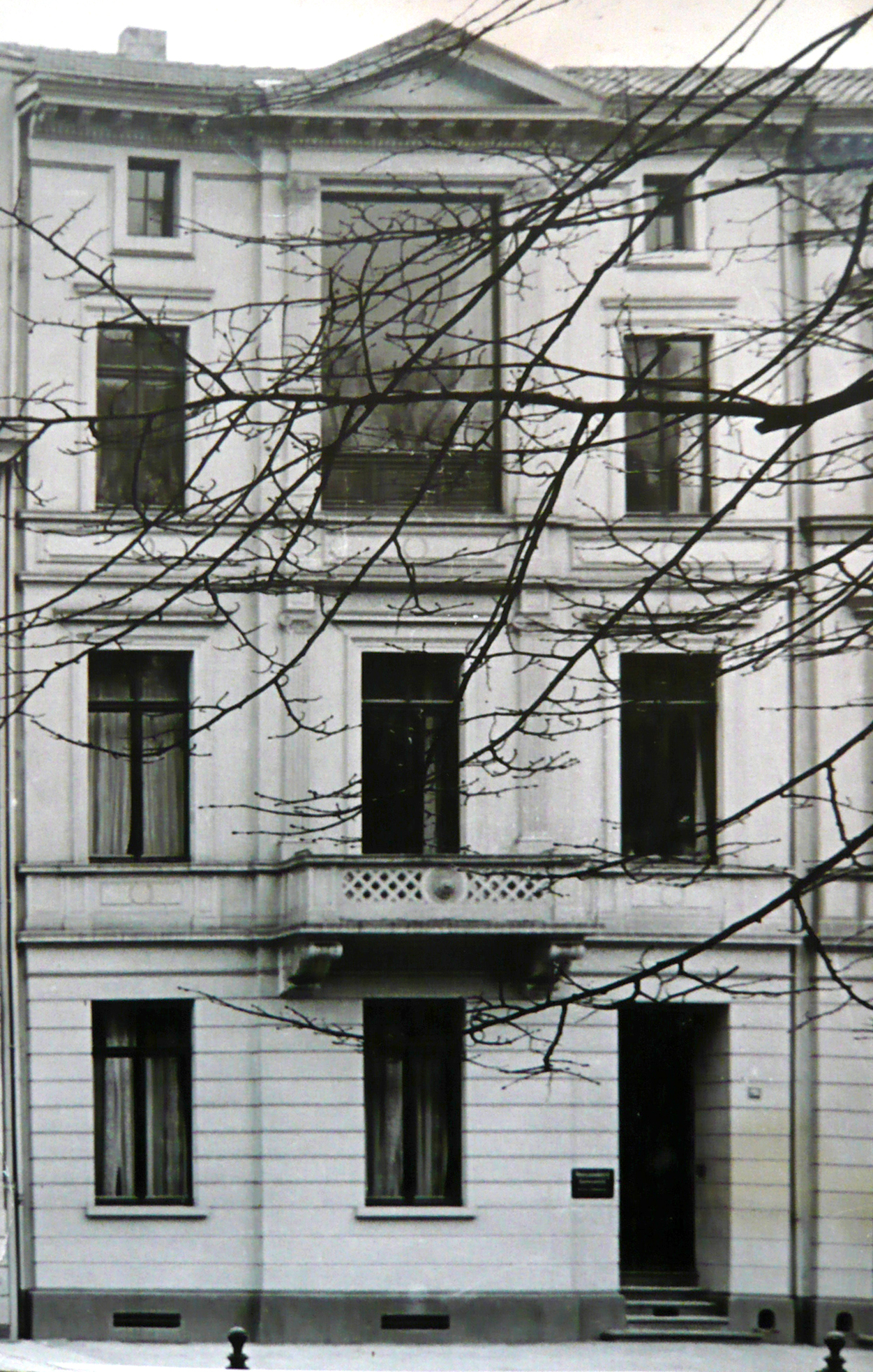
Goltsteinstraße 23, Düsseldorf

Es war Bertha Vautier, die Ehefrau des Schweizer Malers Benjamin Vautier, die bei einem gesellschaftlichen Tee bei den Hoffs Else Sohn-Rethel darauf aufmerksam machte, dass es in der Goltsteinstraße 23 ein schönes Haus zu kaufen gab. Vautiers wohnten in der Goltsteinstraße Nr. 29. Mit Hilfe der Großmutter Grahl, und da Karl Rudolf Sohn mit Porträt-Aufträgen gut verdiente und einige Bilder verkauft hatte, konnte das Haus gekauft werden. Georg Saal erstellte die Pläne für einige bauliche Änderungen, denn es musste ein Atelier hineingebracht werden. Aus der zweiten Etage wurden die Wände nach vorn herausgenommen und noch ein Speicherzimmer in der Mitte dazu, um ein großes Fenster einsetzen zu können. Das Fenster erhielt Spiegelglas. Das große Zimmer hinter dem Atelier wurde das Schlafzimmer; in der ersten Etage waren Wohn- und Esszimmer; die Küche kam in den Anbau, darüber das Kinderzimmer und ganz oben Fremdenzimmer. Und in dem kleinen Garten auf der Sonnenseite wurden mehrere Obstbäume gepflanzt. 1944 wurde das Haus der Familie Sohn-Rethel durch eine Brandbombe teilzerstört und das Grundstück später verkauft.

#### Mitwirkung am Kaiserfest 1877

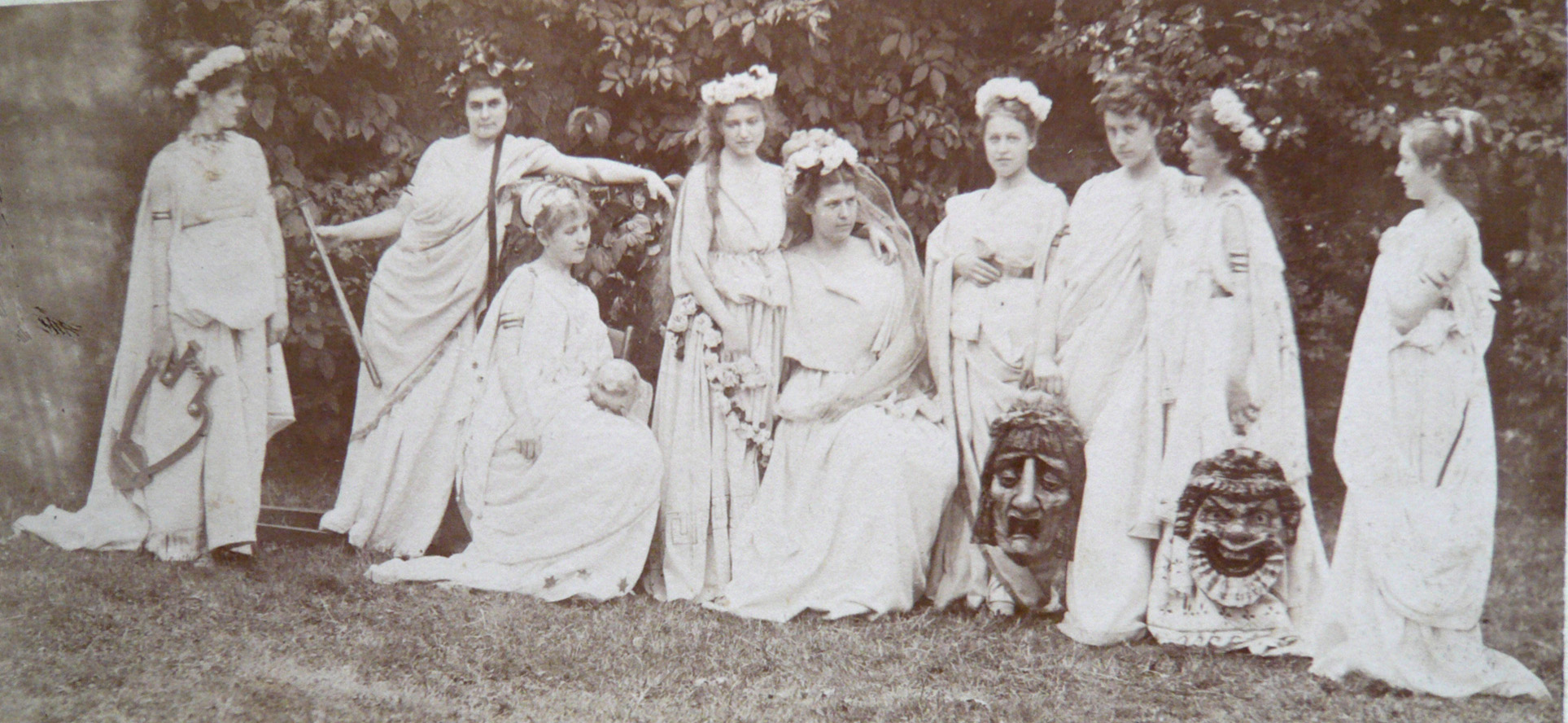
Tableau vivant von Karl Hoff aus dem Malkasten-Festspiel vom 6. September 1877, Foto – zweite Dame von links: Else Sohn-Rethel

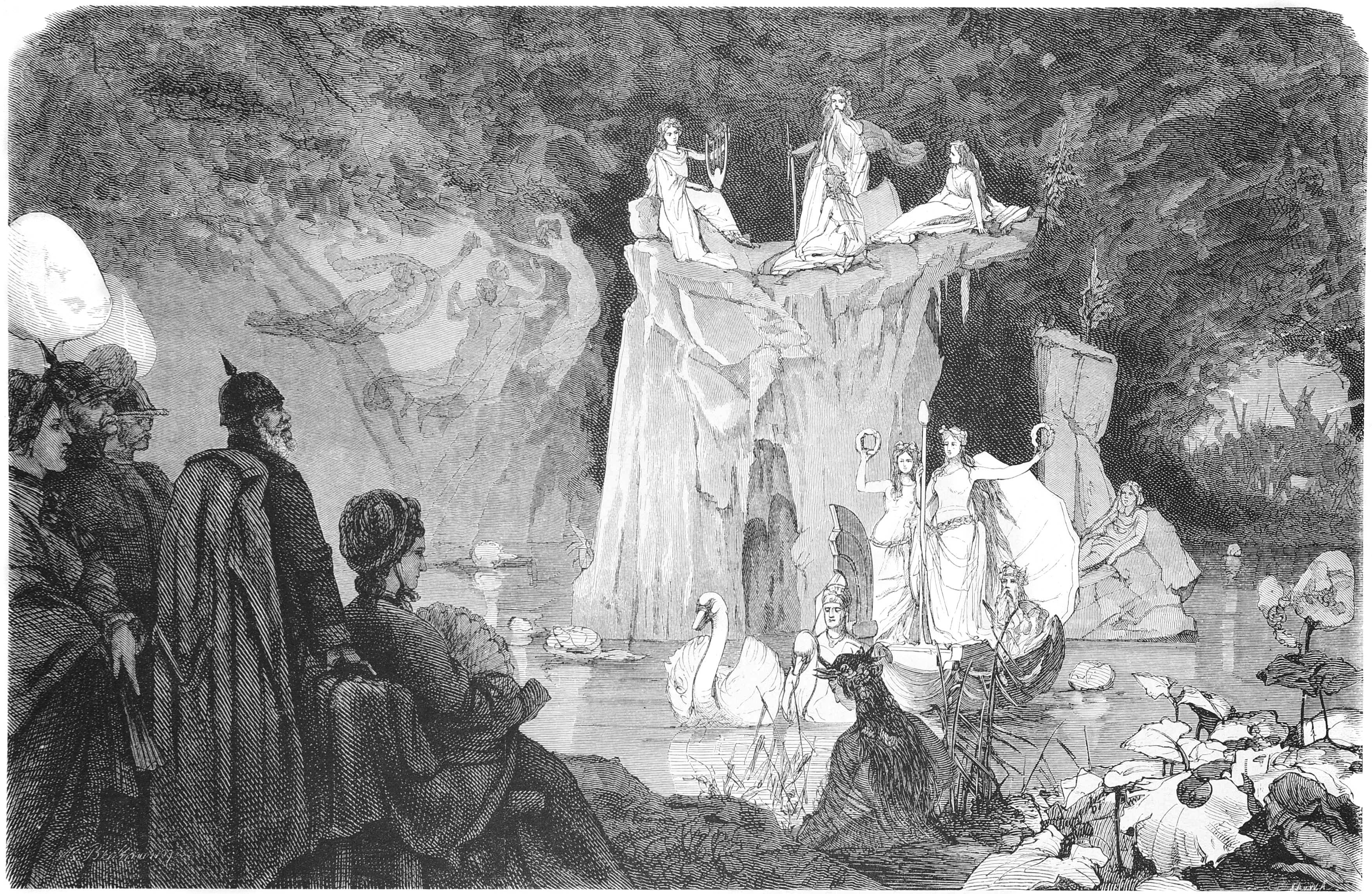
Der Nixenteich aus dem Malkastenfeste zu Düsseldorf, Illustration von Wilhelm Beckmann für die Zeitschrift Die Gartenlaube, 1877

Im September 1877 sollte das Festspiel zu Ehren der Anwesenheit des Kaisers Wilhelm I. im Künstlerverein Malkasten stattfinden. Der Kaiser wollte mit seinem ganzen Stab und den Prinzen und Fürstlichkeiten des ganzen Reiches in der Golzheimer Heide ein 14-tägiges Manöver abhalten. Gleich am ersten Tag, nach der Rückkehr aus Italien, versammelten sich auf dem Platz vor der Kegelbahn des Malkastens alle Herren des großen Komitees. Von einer Ehrenloge auf der Terrasse des Malkasten-Hauses sollte das Kaiserpaar die Bühnenaufführung verfolgen, die dem „siegreichen Wiederhersteller des deutschen Reiches“ gewidmet war. Fünf historische Züge waren an der Aufführung beteiligt. Für das Vorspiel wurden fünf Begebenheiten aus der deutschen Geschichte, die mit dem Rheinland in Verbindung standen, in Bildern dargestellt. Karl Hoff schrieb das Festspiel und musste Schauspielerinnen dafür gewinnen. Else Sohn-Rethel ernannte er zu seiner Adjutantin. So wurde veranlasst, die große Tragödin Anna Haverland für die Rolle der Germania aus Dresden aufzufordern; diese nahm an. Ebenso Magda Irschick für die Rolle der Clio. Für die Sage forderte man ein Fräulein Schaumburg auf, die in Barmen tätig war. Die Poesie sollte ein junges Fräulein Hoffmann spielen. Die übrigen acht Musen im Gefolge der Clio gehörten zum Vorspiel. Else Sohn-Rethel war für die Rolle der Muse der Tonkunst und im zweiten Teil des Festes für eine der singenden Nixen auf dem Felsen des Teiches vorgesehen. Karl Hoff beauftragte Else, in seinem Namen die schönsten Frauen zum Mitwirken aufzufordern. Darunter war die noch junge Clara Viebig. Auch die Besprechung der jeweiligen Kostüme mit den zugehörigen Stoffen und die Anproben lagen in der Hand von Else Sohn-Rethel. Ganz Düsseldorf hatte sich in den Dienst dieser großen Sache gestellt; allererste Künstler wie: Andreas Achenbach und Oswald Achenbach, Benjamin Vautier, Albert Baur, Julius Roeting, Christian Kröner, Wilhelm Camphausen, Emil Hünten, Carl Johann Lasch, Philip Grot Johann usw. arbeiteten nur dafür. Die Musik für den ganzen Abend komponierte Julius Tausch, und die Maler, vor allem Andreas Achenbach, der schon ein bejahrter Mann war, standen wochenlang mit krummen Rücken und malten die große Wanddekoration, die 1½ Stunden zu laufen hatte. Die Herren, die für die Ausschmückung des großen Saales verantwortlich waren, an der Spitze der Maler Hermann August Krüger, beauftragten Else Sohn-Rethel, drei große Banner herzustellen, die von der Galerie im Saal herunterhängen sollten. Die Decken wurden aus grober, rot gefärbter Sackleinwand hergestellt, mit je einem kaiserlichen Adler in der Mitte, um diese herum ein von Gold strotzendes plastisches Ornament. Um diese Formen plastisch zu machen, benutzte Else Sohn-Rethel geleimte Wattetafeln, ließ Eimer voll Mehlkleister kochen, tauchte ein Stück der Watte hinein, formte sie mit der Hand und setzte sie direkt auf die flüchtigen Vorzeichnungen. Kleine Putten und noch allerhand Dinge, wie z. B. einige schöne Perlmuttermuscheln mit Draht, befestigte sie dazwischen. Als alles getrocknet und nachmodelliert war, bestrich sie es mit Dammarlack. Dann wurde nach Herzenslust vergoldet, versilbert und bronziert, bis endlich die Decken zur Zufriedenheit aller wie alte, ehrwürdige Goldstickerei wirkte. Für den Teppich, der am Teich für das Kaiserpaar ausgebreitet werden sollte, fertigte Else Sohn-Rethel den Entwurf. Der Teppich, wegen seiner Größe aus zwölf Einzelstücken bestehend, wurde auf das Grundmaterial von Sackleinwand, Ornamente aus frischen Astern, Dahlien und Georginen, mit verbindenden Ranken aus grauen und gelben flache Blätter gestickt und die Zwischenräume mit Moosstücken gefüllt. Am 5. September 1877 kamen der Kaiser und die Kaiserin, der Kronprinz Prinz Friedrich Wilhelm und seine Frau Victoria, Fürsten und Generäle, an der Spitze Moltke, in Schloss Benrath an. Schon am nächsten Tag fand die Aufführung der Malkastenbühne statt, in der Blüchers Rheinüberschreitung bei Kaub festlich inszeniert wurde.

#### Auftritte im Bachverein Düsseldorf

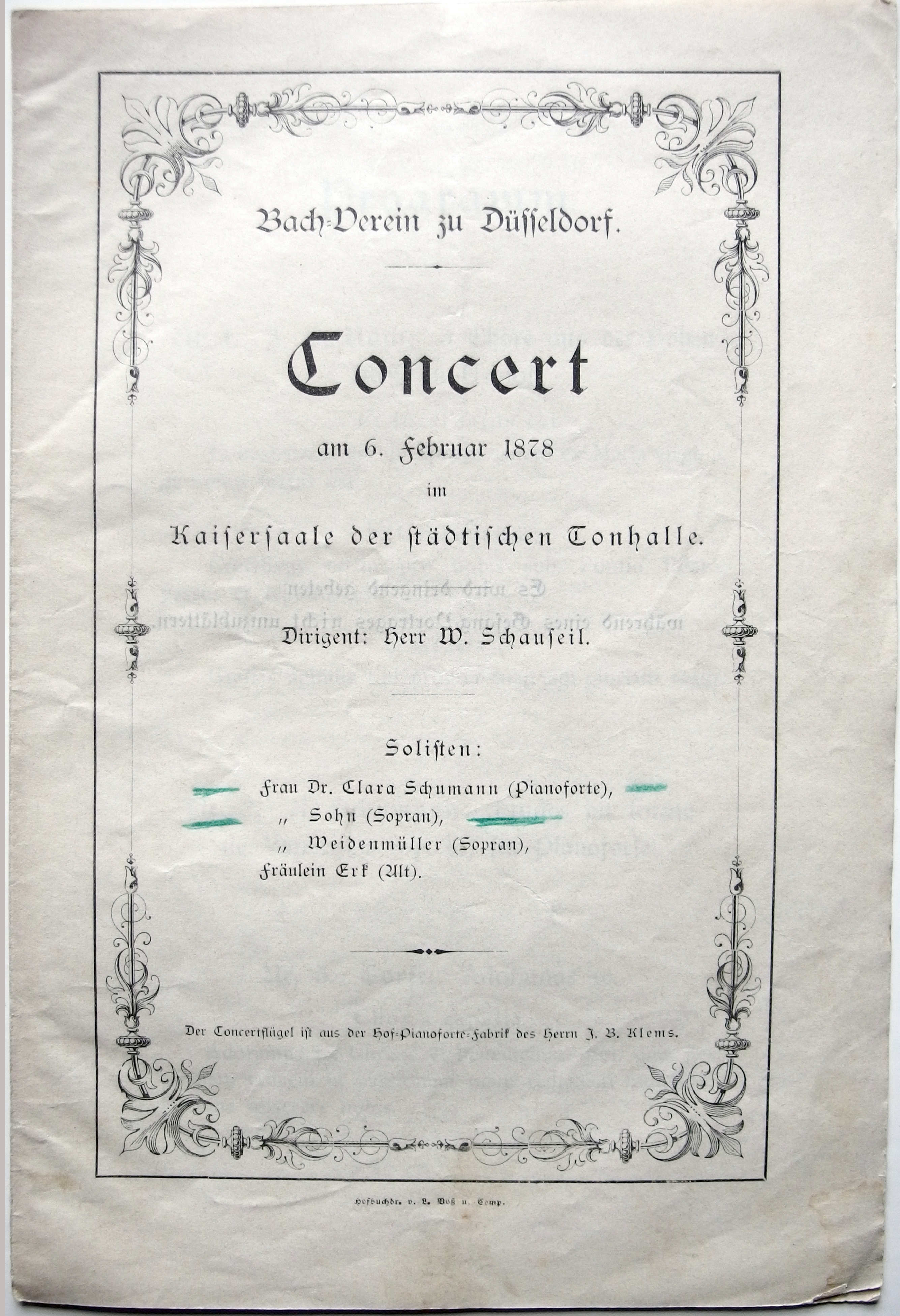
Bachverein Programm vom 6. Februar 1878

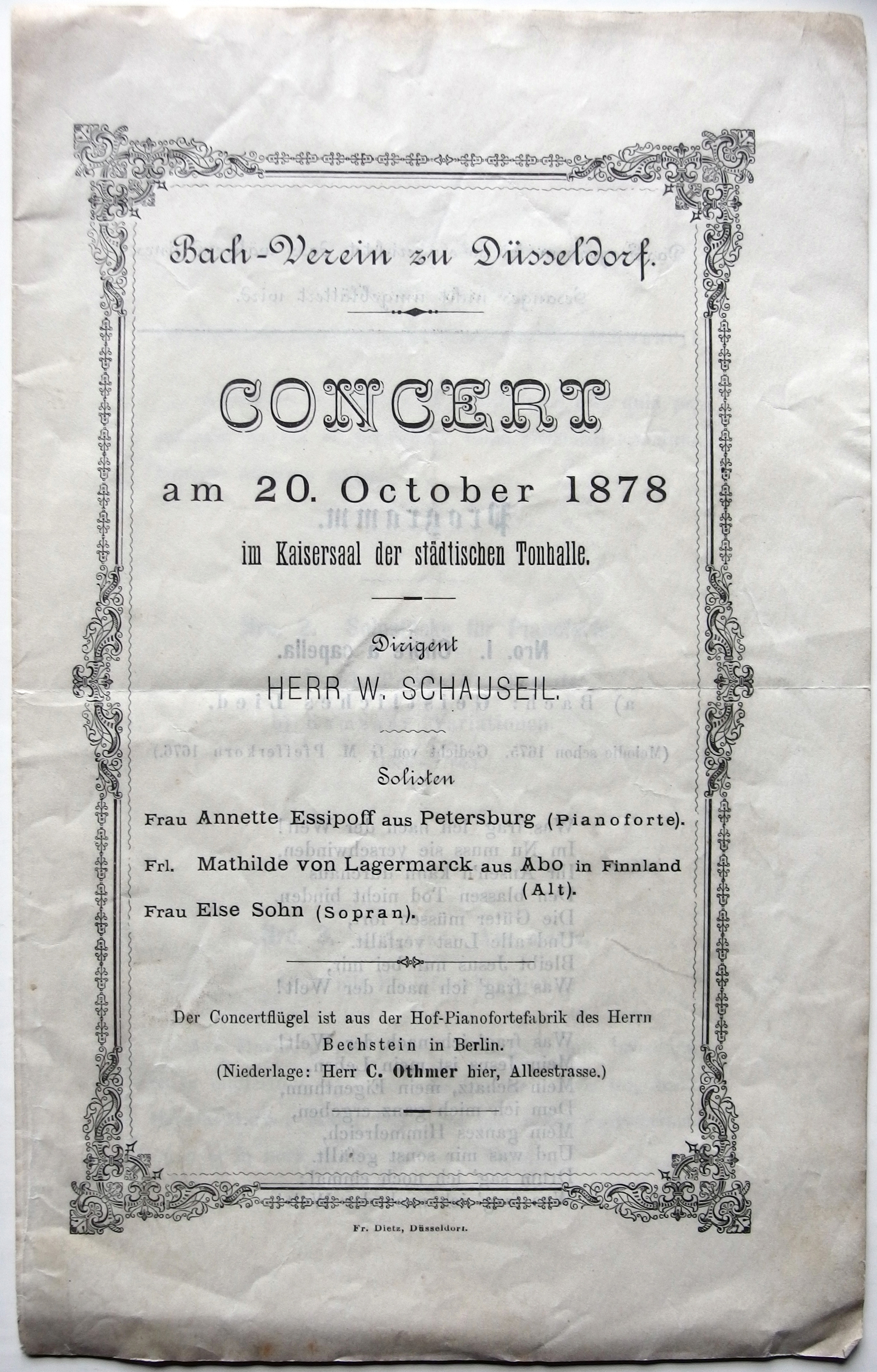
Bachverein Programm vom 20. Oktober 1878

Else Sohn-Rethel stürzte sich wieder mit Feuereifer in die so lange vernachlässigten Musikstudien und ging in die Proben des Düsseldorfer Musikvereins. November 1877 fand im Malkasten die Opernaufführung Das goldene Kreuz von Ignaz Brüll unter der Leitung von Wilhelm Schauseil mit Else Sohn-Rethel in der Hauptrolle der Christine statt. Ihr Partner, ein junger Bauer, sollte von Maximilian Achenbach gesungen werden, der erst später der bekannte Max Alvary wurde. Die Aufführung wurde verschoben und später konnte Achenbach es nicht weiter übernehmen, da er selbst in Weimar engagiert wurde. Erst Anfang April 1878 kam es zur ersten Aufführung. Am 6. Februar 1878 gab der Bachverein Düsseldorf im Kaisersaal der Tonhalle ein Konzert, in welchem Clara Schumann spielte. Else Sohn-Rethel sang aus Frauenliebe und -leben und einige Lieder von Johannes Brahms, darunter das kurze Lied O brich nicht, Steg, du zitterst sehr. Im Juni des Jahres 1878 fand das Niederrheinische Musikfest in der Tonhalle statt. Julius Tausch hatte für dieses Fest Joseph Joachim als Hauptdirigenten und dessen Frau Amalie Joachim als Hauptsolistin gewonnen. Im Chor der Uraufführung „Germanenzug“ sang Else Sohn-Rethel. Am 20. Oktober übernahm Else Sohn-Rethel in der Tonhalle den Sopran, begleitet von Annette von Essipow am Pianoforte.

#### Wagner Verein

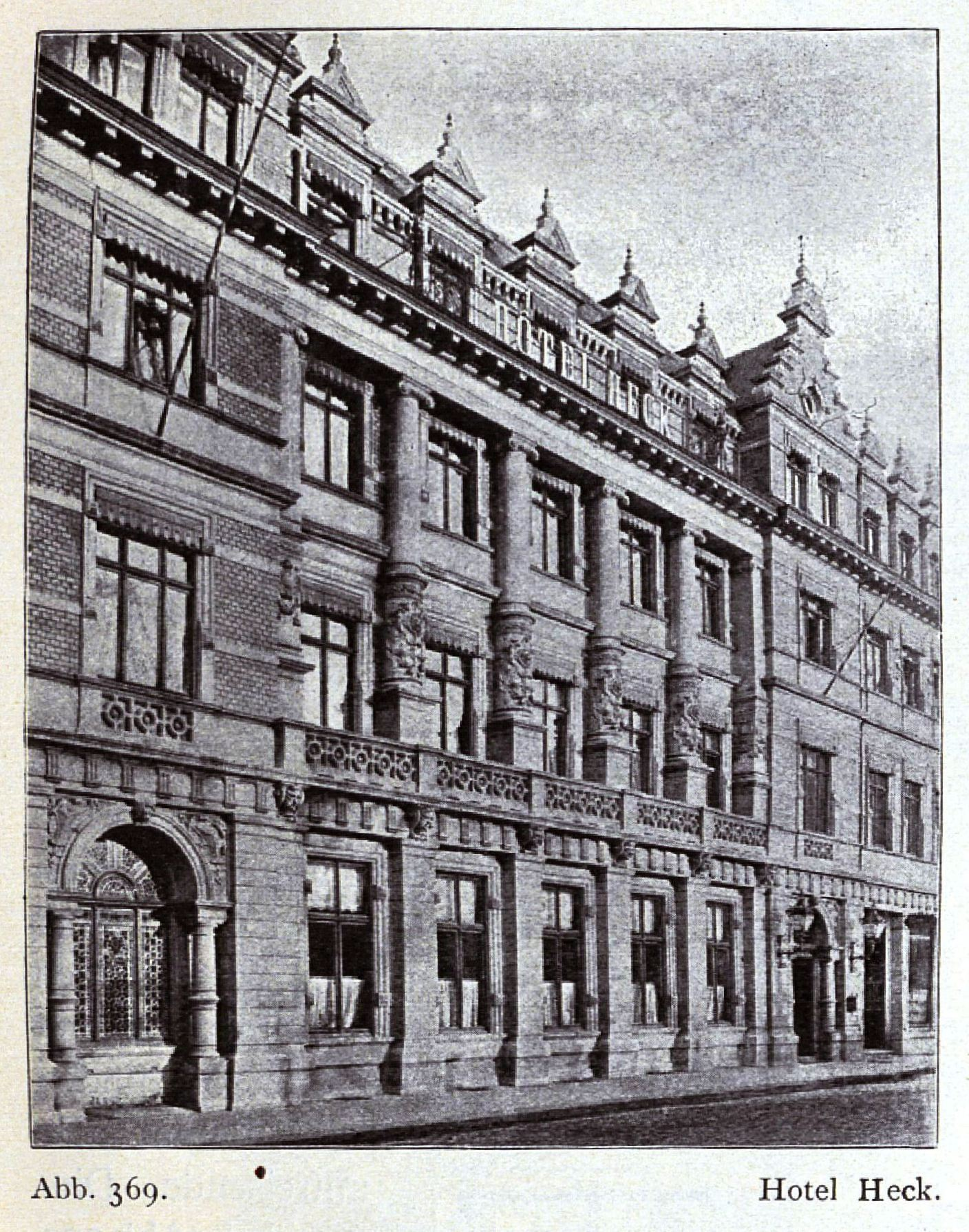
Hotel Heck um 1904

Ende des Winters lernte Else Sohn-Rethel bei einem musikalischen Abend im Haus des Bankiers Leonhard Scheuer einen Freund von Liszt, Franz von Dingelstedt, kennen, der als großer Verehrer Richard Wagners den ganzen Abend aus allen Opern vorspielte. Bankier Leonhard Scheuer bewohnte mit Familie ein Haus in der Breite Straße 12 mit einem großen Garten, der bis zur Königsallee reichte. Die älteste Tochter des Hauses Lina Scheuer war eine Schülerin von Liszt, oft in Weimar, und musikalisch hoch begabt. Sie spielte sehr schön Klavier und Else sang vor. Die regelmäßig wiederkehrenden Konzerte fanden im Hotel Heck statt, wo unter anderen Else Sohn-Rethel als Senta mit Dingelstedt das Duett aus dem Fliegenden Holländer sang. Aus der Begeisterung für Wagners Musik wurde später ein „Wagner Verein“ in Düsseldorf gegründet, in welchem auch Else Sohn-Rethel Mitglied wurde.
1881 sang Else Sohn-Rethel ein Solo in einem Werk von Niels Wilhelm Gade in der Tonhalle Düsseldorf und auf einem Fastnachtabend unter dem Motto „Rheinisches Musikfest“ im Haus von Rudolf Jordan eine Arie aus der Oper Robert le diable von Giacomo Meyerbeer.
Im Frühjahr 1882, am 8. Mai, bekam Else Sohn-Rethel ihren dritten Sohn Carl Ernst, genannt Karli. Am 14. März 1884 gebar Else Sohn-Rethel eine Tochter. In der Taufe erhielt das Kind die Namen Maria Emilie Elisabeth, nach den beiden Großmüttern und der Urgroßmutter, genannt wurde das Kind Mira, in Erinnerung an Mira Passini, die Tochter des Malers Ludwig Passini aus Venedig. Mira Sohn-Rethel heiratete später den Maler Werner Heuser. Zwischenzeitlich, von 1882 bis 1886, reiste Elses Gatte Karl Rudolf Sohn, beauftragt von Queen Victoria, immer wieder für längere Aufenthalte an den englischen Hof nach Windsor Castle. Die Porträts und Kniestücke wurden dann teils anhand von Fotografien in Düsseldorf fertiggestellt. Dazu musste Else Sohn-Rethel oft Modell sitzen, insbesondere für das Porträt der Queen Victoria. Die königlichen Kleider wurden um die seidene Taille mit Kissen ausgestopft. Die weiße Kopfbedeckung der Trauer (white mourning) und ein kleines Vorhemd, wie nur Königin Victoria es trug, wurde für das Porträt überlassen.

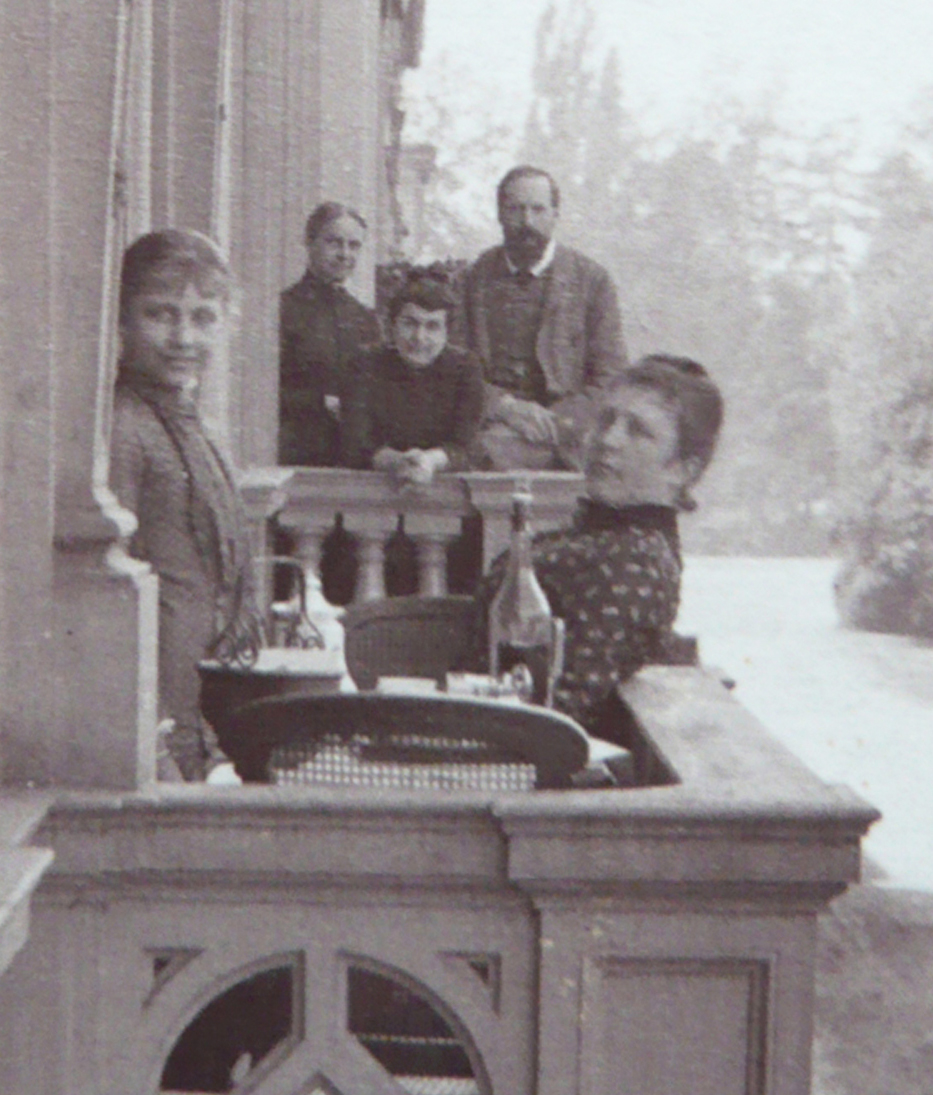
Ernst Matthes fotografierte vom Balkon Goltsteinstr. 21 auf Balkon der Nr. 22 zu sehen: Agnes Matthes, Bertha Matthes; auf Balkon der Nr. 23: Marie Rethel, Else Sohn-Rethel und Karl Sohn

Bei Gartengesellschaften auf dem Gut von Otto Euler (1835–1925) und dessen Frau Marie, der Tochter von Eduard Bendemann, der 1869 eine Kopfstudie von Else Sohn-Rethel gemalt hatte, wurde viel Musik gemacht. Else Sohn-Rethel wurde oft gebeten zu singen. Hier lernte Else Ernst Matthes (1848–1906), Sohn des Industriellen Mathieu Elie Matthes und seine Frau Agnes, eine geborene Wätjen, kennen, sowie Heinrich Steinmetz (1835–1915). Ernst Matthes sang den ersten Tenor, dessen Schwager Steinmetz die Bariton-Stimme. Mit Else Sohn-Rethel fing ein dauerndes Ensemblesingen an, zu dem sich als Vierte im Bunde noch Maria Schleger als Alt gesellte. Auch der Komponist Ferdinand Hiller aus Köln war bei Eulers zu Gast. Eines Abends sangen Maria Schleger und Else Sohn-Rethel ihm zu seiner Begleitung seine zweistimmigen Volkslieder vor. In Folge sangen Else Sohn-Rethel und Maria Schleger die Duette für zwei Singstimmen von Mendelssohn und Die Schwestern von Brahms an Abenden im Rittersaal der Tonhalle, sowie die Arie Endlich naht die Stunde aus Figaros Hochzeit von Mozart und in Zugabe die, selten gehörte und etwas wilde, Tarantella von Rossini und Già – la luna è in mezzo al mare.... Maria Schleger heiratete den Beigeordneten Ernst Cramer und als sich Nachkommenschaft ankündigte, übernahm ihre jüngere Schwester Clara Schleger.
Im Mai 1887 trat ihr Sohn Alfred, auch durch Unterstützung von Eduard von Gebhardt, als 13-Jähriger in die Düsseldorfer Kunstakademie ein, später gefolgt von seinen Brüdern Otto und Karl. Im Dezember 1887 bereiteten die Künstler für den Verein der Düsseldorfer Künstler zur gegenseitiger Unterstützung und Hülfe ein großes Fest in allen Sälen der Tonhalle vor, und für Else Sohn-Rethel begannen mal wieder ein eifriges Arbeiten für Kostüme und mehr. Karl Rudolf Sohn und der Maler Max Volkhart hatten ein großes japanisches Teezelt übernommen, welches sich über das ganze große Podium erstrecken sollte. Else Sohn-Rethel malte auf ungebleichtem Nessel für den Bazar mit Tusche Blumen und Vögel auf ein Kimonogewand, welches dann der japanische Konsul Louis Kniffler für echt hielt.
Der Winter 1889 erkrankten ihre Kinder Otto und Karli an Masern, so auch ihre Mutter Marie Rethel. Die Kinder Mira und Alfred wurden isoliert. Auch Else Sohn-Rethel wurde krank und hatte in Folge im achten Monat eine Frühgeburt. Trotz aller Bemühungen der Hebamme und des Arztes lebte das Mädchen nur einen Tag und eine Nacht.

#### Mitwirkung am Kaiserfest 1891
Im Laufe des Sommers 1890 wurde bekannt, dass Kaiser Wilhelm II. die Absicht habe, auch eine Parade in der Golzheimer Heide abzuhalten. Es war kurz nach dem Sturz von Otto von Bismarck, sein Nachfolger Leo von Caprivi sollte den Kaiser begleiten. Der Malkasten fühlte sich verpflichtet, wie auch Wilhelm I., ein Fest zu geben. Wegen der Kühle und einem Ohrenleiden des Kaisers wurde die Alte Tonhalle als Veranstaltungsort gewählt. Else Sohn-Rethel wurde gebeten zwei Standarten für die Infanterie und eine Fahne für die Ulanen nachzumachen. In der Kommandantur in der Hofgartenstraße fertigte Else nach ihren Skizzen die Fahnen aus verblichener schwarzer Regenschirmseide mit, aus Watte und Kleister geformten und bemalten, Ornamenten. Diese kamen nicht zum Einsatz, da General von Albedyll befürchtete, dass der Kaiser die Fahnen für echt halten könnte. Über Tags war Else Sohn-Rethel mit den Proben der ihr übertragenen Zigeunergruppe, welche die Festlichkeit anführen sollte, beschäftigt. Die Generalprobe verlief ohne Probleme. Der Kaiser traf am 4. Mai 1891 um 9 Uhr morgens am Bergisch-Märkischen Bahnhof ein. Nach einem Empfang, einer Garnisoneninspektion auf der Königsallee, einem Festmahl im Ständehaus, traf Wilhelm II. in der städtischen Tonhalle ein.

„Die Aufführung in der Tonhalle sollte um 8 Uhr beginnen; pünktlich standen unsere Zigeunergruppen mit mir an der Spitze bereit; aber niemand kam. Bis 9 Uhr mußten wir warten […]. Endlich erschien er, setzte sich, neben ihm Caprivi; unter den Klängen der Musik begann unser Zigeunertanz auf dem oberen Podium […] Es klappte alles wundervoll, war glänzend einstudiert und fand bei den vielen eingeladenen Zuschauern den größten Beifall. Nur der Kaiser saß stumm und unliebenswürdig davor, sah nicht von seinem Programmheft auf, man mußte ihm den Inhalt erklären; kein Blick zur Bühne, wo ein Zug nach dem anderen vorüberzog. Nur zum Schluß, als die 39er und die anderen Regimenter vorüberzogen mit dem üblichen Gebrüll und Hurrah, da erschien ein anerkennendes Lächeln auf seinem verärgerten Gesicht. Er sprach noch einige lobende Worte, nichtssagende Worte zum Vorstand des Malkastens und verließ schleunigst mit Caprivi und seinem Gefolge die Tonhalle. Ein erlösendes Aufatmen der Schauspieler und des Publikums; man war ihn los und gab sich nun voll und ganz dem Festesjubel hin bis zum Morgen.“

„Kaiser Wilhelm II. [hatte] vor seiner unumgänglichen Reise zur Industrie- und Gewerbeausstellung nach Düsseldorf 1902 geseufzt: „Überhaupt Düsseldorf. Da komme ich nicht gerne hin. Da jubelt man den Künstlern lieber zu als mir“.“ (Wulf Metzmacher)

#### Scheveningen 1891

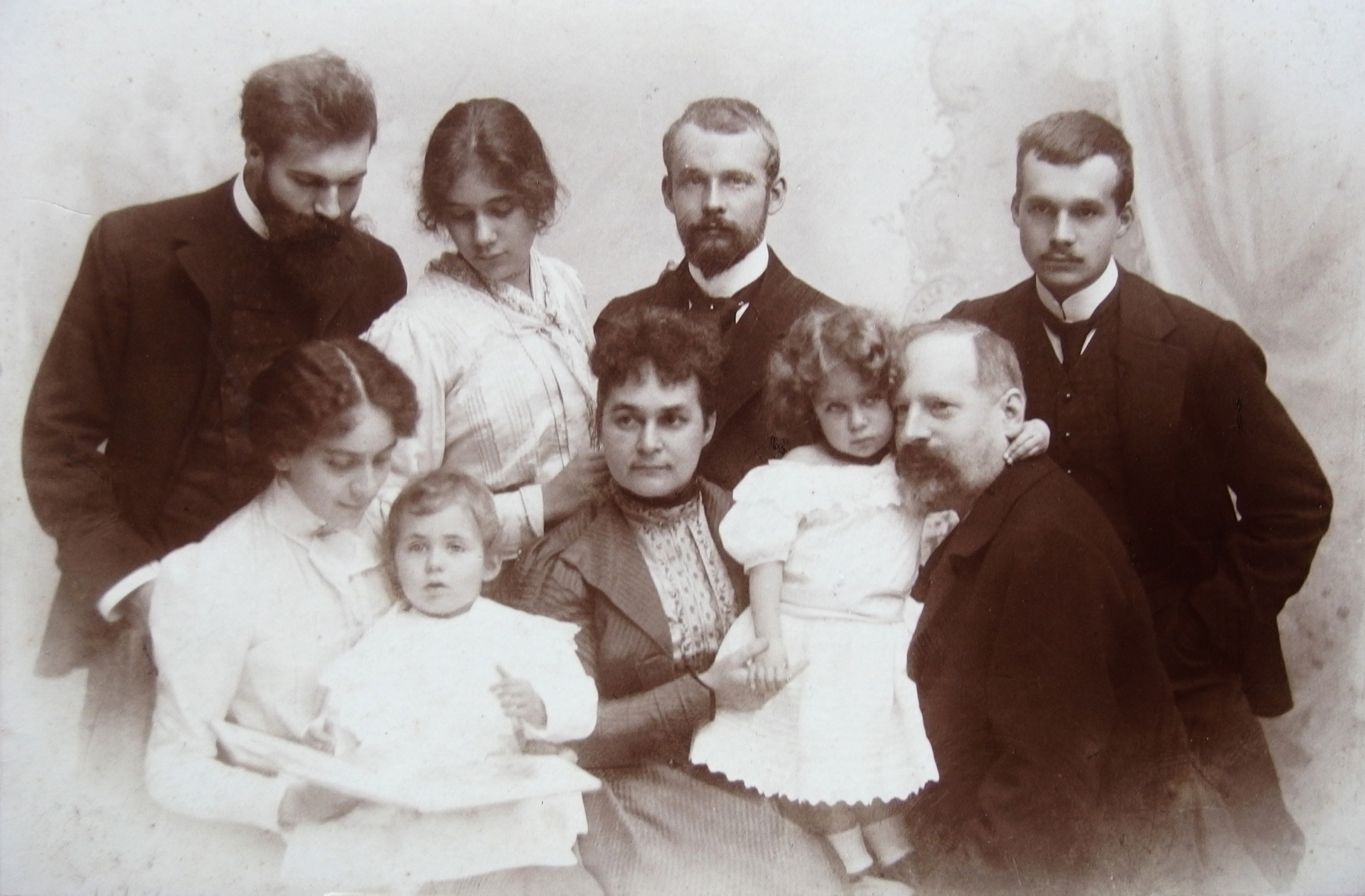
Familie Sohn-Rethel, Foto von Constantin Luck, um 1900

Zu des Gatten Karl Sohns notwendiger Erholung wurde 1890 beschlossen nach Scheveningen zu reisen. Außer Sohn Otto, der die Schule nicht versäumen durfte, bezog dort die ganze Familie – neben Karl auch Else, Marie Rethel, Alfred, Karli und Mira, sowie der Perle Minna – das günstige „Hotel Deutschmann“. In der Nähe des Kurhaus Scheveningen trafen sie auf Herr und Frau von Diergart, Besitzer von Haus Roland und der Rolandsburg am Grafenberger Wald, welche sie auf den Bällen bei Thusnelde und Georg Oeder in ihrem Haus in der Jacobistraße 10, am Düsseldorfer Hofgarten, kennengelernt hatten. Auf den von Diergarts veranstalteten jugendlichen Tanzabenden erregte der sechzehnjährige Alfred schon das Interesse der Damen. Der kleine Karli wurde krank und so verlängerte sich der Seebadurlaub um mehrere Wochen und so nutzen die Sohns die Zeit, um das Atelier des Malers der Haager Schule Jozef Israëls zu besuchen, der noch selbst eines seiner bedeutendsten Bilder zeigte.

#### Nach 1890
Am 6. August 1895 war Elses Mutter Marie Rethel geb. Grahl mit 62 Jahren in Düsseldorf verstorben. Deren Mutter und Elses Großmutter Elisabeth Grahl überlebte fast alle ihre Kinder, sie starb mit 91 Jahren am 4. Januar 1905 in Dresden.
Im hohen Alter erinnert sich Else Sohn-Rethel ihrer Lebensjahre in Dresden und Düsseldorf und schreibt von 1928 bis 1931 die Familiengeschichte von ca. 1840 bis 1893 mit der Frische eines jungen Mädchens. Auszüge aus ihren Memoiren wurden in den Büchern Die Malerfamilie Robert Kummer und August Grahl in Dresden und Feste zur Ehre und zum Vergnügen. Künstlerfeste des 19. und frühen 20. Jahrhunderts eingearbeitet.

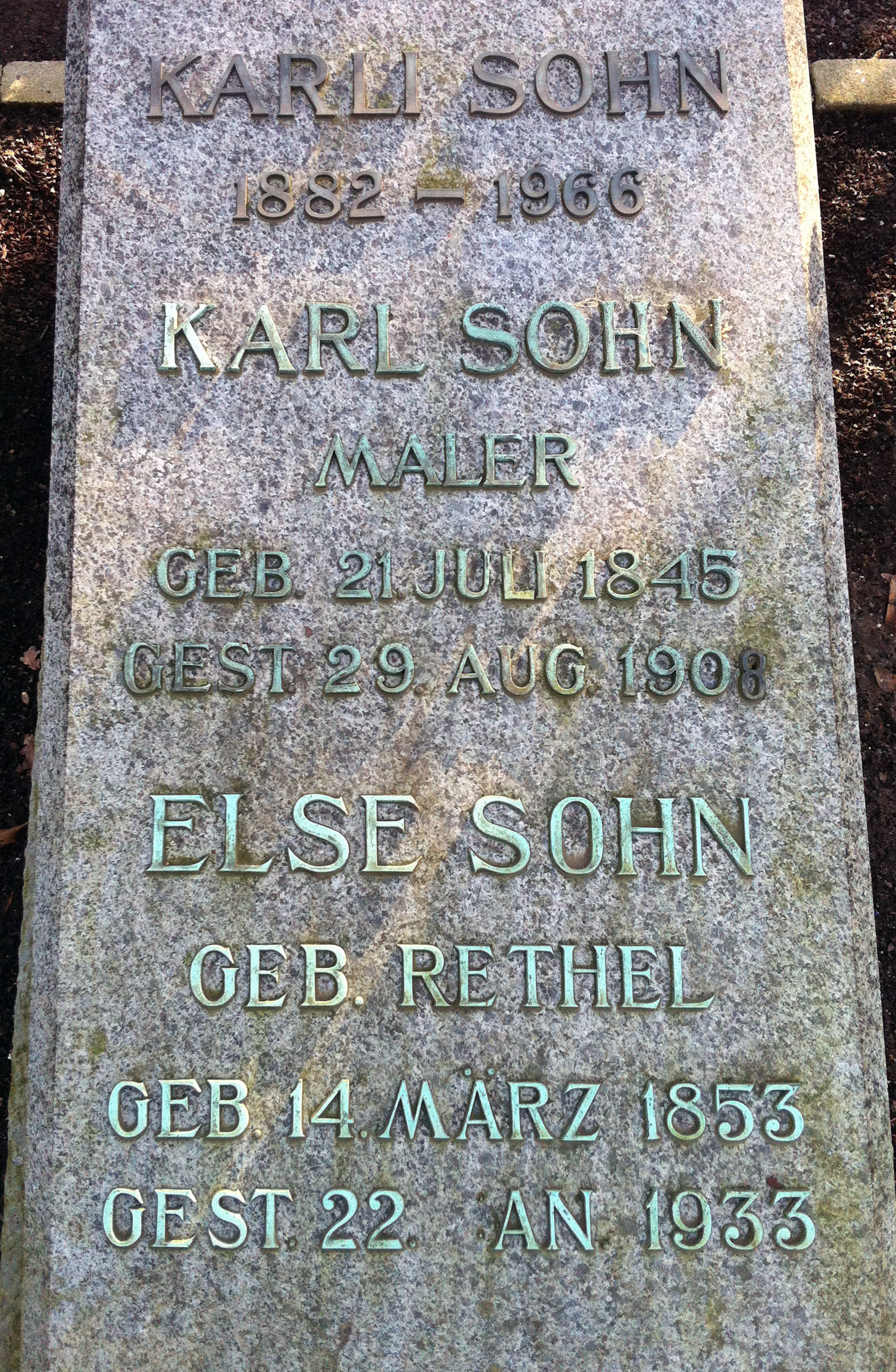
Nordfriedhof, Feld 70, Grabstein Karl, Else und Karli Sohn

Ein Jahr vor ihrem Tod, im Januar 1932, fand in der Galerie Alfred Flechtheim zusammen mit ihren Söhnen Alfred, Otto, Karli Sohn-Rethel, Friedhelm Haniel und Hans von Marées eine Ausstellung statt. Else Sohn lebte bis zu ihrem Tode am 22. Januar 1933, wenige Tage vor der Machtergreifung Hitlers, in dem Haus Goltsteinstraße 23. Ihr Gatte Karl Rudolf Sohn war bereits im August 1906 verstorben. Sie starb im Kreis ihrer Familie und wurde auf dem Nordfriedhof beerdigt.

## Lebenserinnerungen
Else Sohn-Rethels Lebenserinnerungen wurden 2016 von Hans Pleschinski kommentiert veröffentlicht. Die Aufzeichnungen sind nicht im Original erhalten, sondern in einer Abschrift durch Werner Heuser. Es ist nicht geklärt, ob diese unvollständig ist oder die Autorin selbst ihre Erinnerungen nicht mehr vollenden konnte.
Schon als junges Mädchen war Else für die damalige Zeit sehr selbständig und emanzipiert. Das mag zum einen an ihrem Charakter gelegen haben, zum anderen an der mehr als wohlhabenden sowie äußerst kunstsinnigen und für damalige Verhältnisse freisinnigen Familie. Else Sohn-Rethel war vielseitig künstlerisch begabt und auch tätig. Erstaunlich ist, dass sie mit keinem Wort Erfahrung von Antisemitismus erwähnt; womöglich war er in ihren Kreisen unüblich?
Else Sohn-Rethel gibt viele Stellen aus den Briefen ihres Mannes wieder, die dieser an sie schrieb, wenn er auswärts – z. B. in England – war, um Porträtaufträge auszuführen, und darin über die oft prominenten Kunden und Modelle berichtete.
Das Werk wird vom Herausgeber als „ein einmalig schönes, geschlossenes Zeitbild der Belle Époque und der Gründerzeit in Deutschland“ bezeichnet.
Wiltrud Irion, eine Nachfahrin von August Grahl, veröffentlichte Else Sohn-Rethels „Meine Erinnerungen“ in 2015.